# Dans la chambre de Mabel (film, 1926)
Pour les articles homonymes, voir Up in Mabel's Room.
Pour plus de détails, voir Fiche technique et Distribution.
Dans la chambre de Mabel (titre original : Up in Mabel's Room) est un film américain réalisé par E. Mason Hopper et sorti en 1926, d'après la pièce éponyme de Wilson Collison et Otto Harbach.
Celle-ci a fait l'objet d'une nouvelle adaptation en 1944 par Allan Dwan.

## Fiche technique
- Titre original : Up in Mabel's Room
- Réalisation : E. Mason Hopper
- Scénario : Tay Garnett, F. McGrew Willis d'après la pièce de 1919 Up in Mabel's Room de Wilson Collison et Otto Harbach
- Producteur : Al Christie
- Photographie : Alex Phillips, Hal Rosson
- Montage : James B. Morley
- Production : Christie Film Company
- Distributeur : Producers Distributing Corporation
- Durée : 70 minutes (7 bobines)[1]
- Date de sortie : 26 juin 1926

## Distribution
- Marie Prevost : Mabel Ainsworth
- Harrison Ford : Garry Ainsworth
- Phyllis Haver : Sylvia Wells
- Harry Myers : Jimmy Larchmont
- Sylvia Breamer : Alicia
- Carl Gerard : Arthur Walters
- Arthur Hoyt : Simpson
- William Orlamond : Hawkins
- Paul Nicholson : Leonard Mason
- Maude Truax : Henrietta